# Estadio Cazadores de los Ríos
El Estadio Cazadores de los Ríos es un estadio pequeño utilizado rara vez. Está ubicado en la ciudad de Loja, provincia de Loja. Fue inaugurado en el año 2000. Es usado para la práctica del fútbol, Tiene capacidad para 100 espectadores.
Desempeña un importante papel en el fútbol local, ya que los clubes lojanos como el Club Social y Deportivo Ciudad de Loja, Universidad Técnica Particular de Loja y Club Deportivo Italia F.C. hacen o hacían de local en este escenario deportivo, que participan en el Campeonato Provincial de Segunda Categoría de Loja 2013.
El estadio es sede de distintos eventos deportivos a nivel local, ya que también es usado para los campeonatos escolares de fútbol que se desarrollan en la ciudad en las distintas categorías, también puede ser usado para campeonatos barriales de Loja.
- Datos: Q16303210